# Ance (rivière)
Pour les articles homonymes, voir Ance.
L'Ance ou Ance du Nord est une rivière française qui prend sa source dans les monts du Forez à 1400 mètres d'altitude. C'est un affluent direct de la Loire en rive gauche, au niveau de Bas-en-Basset. Elle traverse les départements du Puy-de-Dôme, de la Loire et de la Haute-Loire dans la région Auvergne-Rhône-Alpes.

## Géographie

### Communes et cantons traversés
On notera la présence de plusieurs ponts qui enjambent la rivière à plusieurs endroits, dont celui en contrebas du bourg médiéval de Chalencon, dans la commune de Saint-André-de-Chalencon, appelé pont du Diable.

### Toponyme
L'Ance a donné son hydronyme à la commune de Saint-Julien-d'Ance.

### Bassin versant
L'Ance traverse six zones hydrographiques K050, K051, k052, K053, K054, K055 pour 547 km2 de superficie totale. Ce bassin versant est constitué à 53,11 % de « forêts et milieux semi-naturels », à 45,73 % de « territoires agricoles », à 1,08 % de « territoires artificialisés », à 0,05 % de « surfaces en eau ».

## Affluent
D'une longueur de 77,1 km, elle a quarante-quatre (44) affluents référencés.
L'affluent principal (en rive gauche) de l'Ance est sans aucun doute l'Andrable, rivière de taille assez importante (33,5 km) qui rejoint l'Ance au niveau du hameau du Vert, dépendant de Beauzac.
On peut aussi noter la Ligonne (15,9 km) en rive droite sur deux départements et six communes.

## Hydrologie

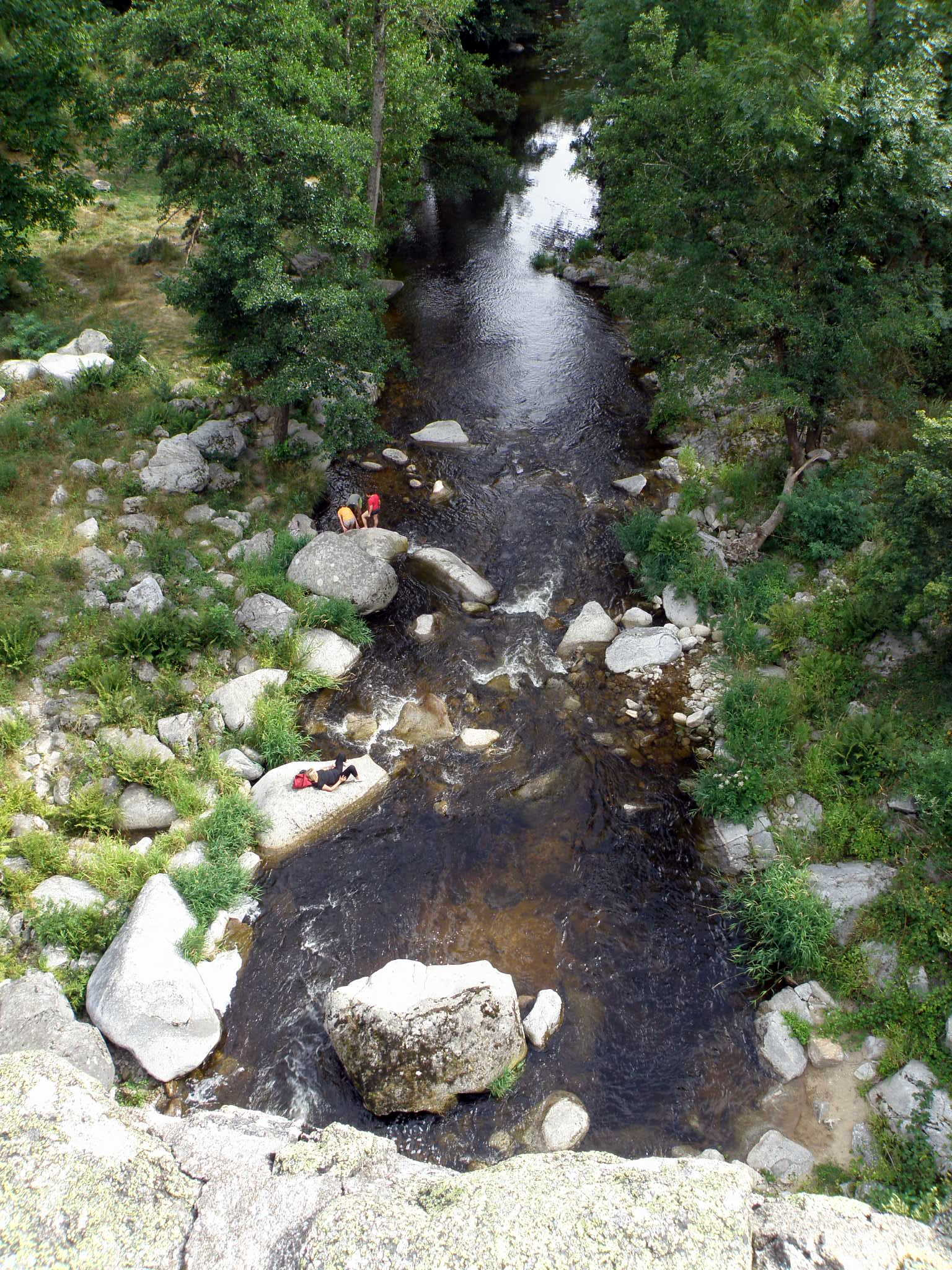
L'Ance vue du haut du pont du Diable, à Chalencon.

L'Ance est une rivière assez puissante et bien alimentée, et moins irrégulière que la moyenne des cours d'eau du bassin versant de la Loire.

### L'Ance à Saint-Julien-d'Ance
Son débit a été observé durant une période de 58 ans (1948-2006), à Saint-Julien-d'Ance, localité du département de la Haute-Loire située à une trentaine de kilomètres de distance de son confluent avec la Loire . Le bassin versant de la rivière y est de 354 km2 (soit plus de 85 % de sa totalité qui fait plus ou moins 410 km2[réf. nécessaire]) (547 km2 de superficie totale).
Le module de la rivière à Saint-Julien-d'Ance est de 4,33 m3/s.
L'Ance présente des fluctuations saisonnières de débit assez modérées, comme bien des affluents de la Loire issus des hauteurs du Massif central arrosées en toutes saisons. Les hautes eaux se déroulent en hiver et au printemps, et se caractérisent par un débit mensuel moyen allant de 5,49 à 6,63 m3/s, de décembre à mai inclus (avec un maximum en mars). Dès le mois de juin, le débit chute très rapidement jusqu'aux basses eaux d'été qui ont lieu de juillet à septembre, avec une baisse du débit moyen mensuel allant jusqu'à 1,49 m3/s au mois d'août, ce qui reste fort confortable. Mais les fluctuations de débit sont bien plus prononcées sur de plus courtes périodes ou selon les années.

### Étiage ou basses eaux
À l'étiage, le VCN3 peut chuter jusque 0,190 m3/s, en cas de période quinquennale sèche, soit 190 litres par seconde, ce qui n'est pas sévère comparé à d'autres affluents de la Loire.

### Crues
Les crues peuvent être assez importantes compte tenu de la taille modeste de la rivière et de son bassin versant, mais sans commune mesure avec les crues des cours d'eau cévenols de la partie orientale du département et surtout de l'Ardèche voisin. Les QIX 2 et QIX 5 valent respectivement 37 et 53 m3/s. Le QIX 10 est de 63 m3/s, le QIX 20 de 74 m3/s, tandis que le QIX 50 se monte à 87 m3/s.
Le débit instantané maximal enregistré à Saint-Julien-d'Ance durant cette période de 58 ans, a été de 71,3 m3/s le 1er octobre 2000, tandis que la valeur journalière maximale était de 89,2 m3/s le 2 décembre 2003. En comparant la seconde de ces valeurs à l'échelle des QIX de la rivière, cette crue était au moins d'ordre cinquantennal et donc fort exceptionnelle.

### Crues historiques

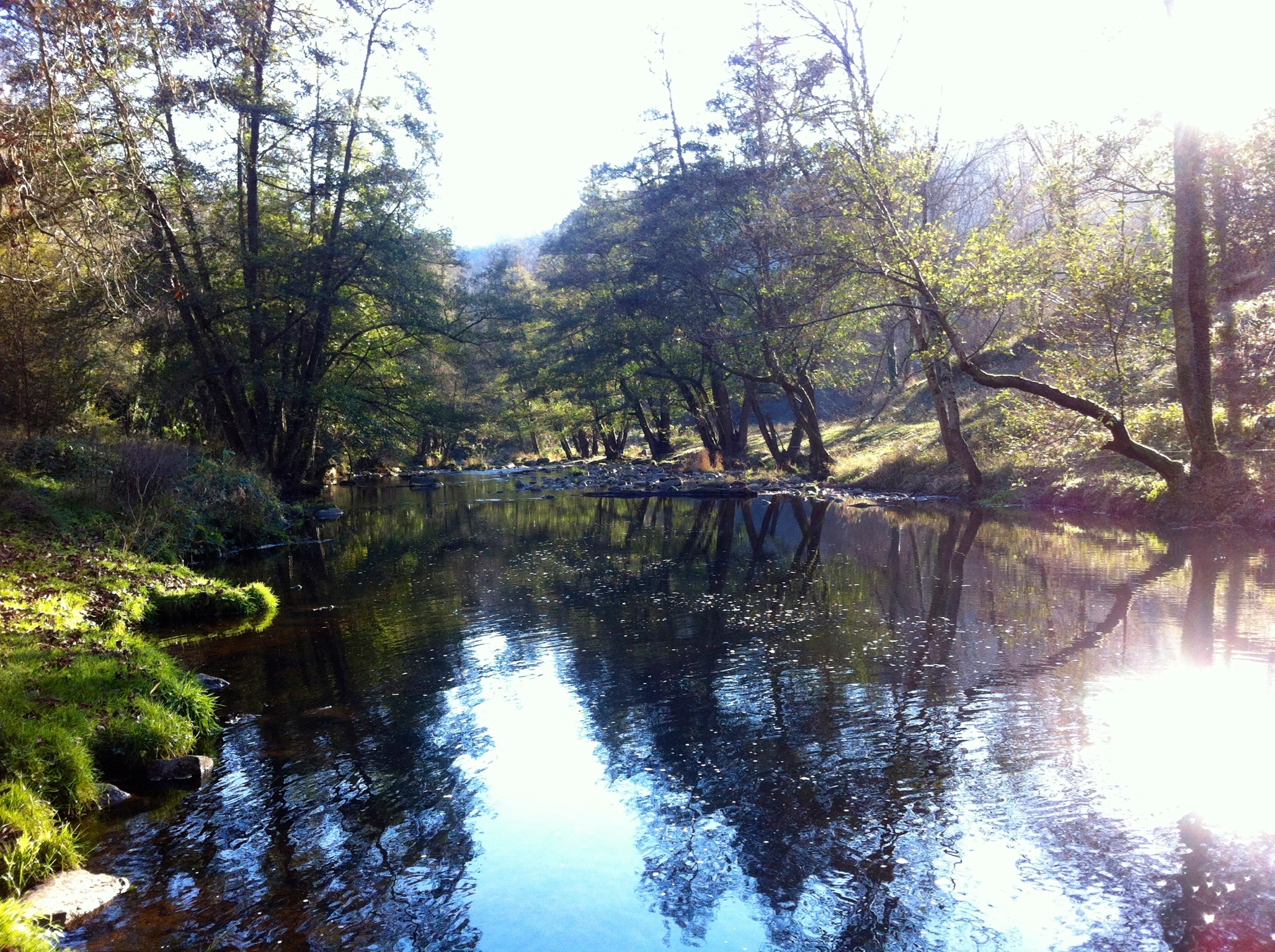
L'Ance est une rivière sauvage qui contient des trésors. En effet, en plus des truites et autres poissons de rivière, on trouve dans l'Ance des moules perlières.

1999 fut une année où le niveau de l'eau s'accrut considérablement : le pont du hameau de Bérard, dépendant de Beauzac a été recouvert par l'eau.
Le 1er novembre 2008, la crue du cours d'eau a engendré de nombreux dégâts dont l'inondation du hameau du Vert. En outre, le pont de Bérard a cette fois-ci été détruit, ce qui a demandé plusieurs mois de travaux.

### Lame d'eau et débit spécifique
L'Ance est une rivière assez abondante, bien alimentée par les précipitations de son bassin versant. La lame d'eau écoulée dans celui-ci est de 386 millimètres annuellement, ce qui est largement supérieur à la moyenne d'ensemble de la France tous bassins confondus, ainsi qu'à la moyenne du bassin de la Loire (244 millimètres par an). Le débit spécifique (ou Qsp) de la rivière atteint le chiffre assez élevé de 12,2 litres par seconde et par kilomètre carré de bassin.

## Aménagements et écologie
L'Ance est une rivière sauvage qui en plus des truites et autres poissons de rivière, permet de trouver des moules perlières.

## Cours d'eau homonyme
- L'Ance du Sud